# Saint-Genès-de-Lombaud
Saint-Genès-de-Lombaud är en kommun i departementet Gironde i regionen Nouvelle-Aquitaine i sydvästra Frankrike. Kommunen ligger i kantonen Créon som tillhör arrondissementet Bordeaux. År 2022 hade Saint-Genès-de-Lombaud 390 invånare.

## Befolkningsutveckling
Antalet invånare i kommunen Saint-Genès-de-Lombaud
Referens:INSEE